# Orange Walk Town
Orange Walk Town est une ville du nord du Belize, capitale du District d'Orange Walk.
Avec une population estimée à 18 000 habitants, c'est la deuxième ville du pays.

## Politique et administration
| Période | Période  | Identité                    | Étiquette | Qualité |
| ------- | -------- | --------------------------- | --------- | ------- |
| 1999    | 2003     | Reynaldo Burgos             | PUP       |         |
| 2003    | 2006     | Henry Castillo              | PUP       |         |
| 2006    | 2009     | Ravell Gonzalez             | UDP       |         |
| 2009    | 2012     | Phillip Marvin de la Fuente | UDP       |         |
| 2012    | 2021     | Kevin Bernard               | PUP       |         |
| 2021    | en cours | Ladrick Sheppard            | PUP       |         |

## Personnalités liées à la commune
- Johnny Briceño (1960-), homme politique bélizien.